# 小塔氏菌科
小塔氏菌科（学名：Tapinellaceae）是牛肝菌目的一科真菌。

## 下属分类
本科包括以下属：
- 邦氏菌属 Bondarcevomyces Parmasto, 1999
- 伪干朽菌属 Pseudomerulius Jülich
- 小塔氏菌属 Tapinella E.-J.Gilbert